# UCI Mountain-bike Team
Маунтинбайковская (МТБ) команда (англ. UCI Mountain Bike Team) — это велосипедная команда, зарегистрированная в Международном союзе велосипедистов (UCI) для участия в соревнованиях по маунтинбайку. Данный тип команд появился в сезоне 2005 года. 
С 2009 года начинается разделение команд на специализации в зависимости от дисциплин в которых они выступают:
- cross-country — кросс-кантри
- gravity — скоростной спуск и байкер-кросс (4Х кросс)
- cross-country/gravity — смешанная команда

А с 2015 произошло разделение на две категории — UCI ELITE Mountain Bike Teams и UCI Mountain Bike Teams.

## Состав и национальность
UCI Mountain-bike Team состоит из состоит из платёжного агента ответственного за выплаты, представителя команды, спонсоров, велогонщиков и других сотрудников команды (менеджер, спортивный директор, тренер, спортивный врач, соньёр, механик и так далее). До двух спонсоров имеют статус главного партнёра.
Название UCI Mountain-bike Team - это название или бренд одного или обоих основных партнёров. Также может быть лицензирована под другим именем, связанным с проектом. Название команды может меняться, особенно при смене спонсора или платежного агента. Таким образом, название команды может изменяется со сменой спонсоров, а также полностью или частично может стать частью названия другой команды.
Гражданство UCI Mountain-bike Team определяется гражданством её платёжного агента. 

## Лицензирование
Лицензирование проводится ежегодно (выдаётся на год).
По 15 команд в каждой специализации (12 по рейтингу и 3 по решению UCI) получают статус ELITE и лицензируются непосредственно в UCI. Остальные команды предварительно через соответствующие национальные федерации велоспорта. 

## Велогонщики
МТБ команда независимо от категории должна состоять максимум из 10 гонщиков, минимальное количество зависит от её специализации:
- cross-country — 3 гонщика
- gravity — 2 гонщика
- cross-country/gravity — 3 гонщика

## Участие в гонках
В правилах ICU предусмотрены условия участия МТБ команд в различных соревнованиях включая Кубок мира — UCI Mountain-bike World Cup. 
Команда категории ELITE обязана участвовать на каждой гонке Кубка мира минимум одним гонщиком. В случае не выполнения этого условия она тут же лишается элитного статуса без возможности получить его на следующий год.

## Значение
Регистрация в качестве UCI команды даёт привилегию соответствующей команде на различных мероприятиях проводимых по эгидой UCI, в частности в логистических предложениях (питание, помещение для техники и механиков, доступ к парковке и другим). Регистрация в качестве каомнды категории ELITE усиливает эти преимущества, в частности больше места для технической поддержки.
Поскольку важность командной тактики не сопоставима с шоссейным велоспортом, восприятие этих команд в средствах массовой информации меньше, чем шоссейных.